# دیوید لیستما
دیوید لیستما (به انگلیسی: David Leestma) فضانورد اهل کشور ایالات متحده آمریکا است که در ۶ مهٔ ۱۹۴۹ میلادی در ماسکگون، میشیگان زاده شد. وی در مأموریت اس‌تی‌اس-۴۱-جی، اس‌تی‌اس-۲۸، اس‌تی‌اس-۴۵ حضور داشته است.